# قوال
قَوِّال (سمي قوالًا لأن صياحه يشبه القول) أو زعاق أو عدميس (الاسم العلمي Eudynamys)، جنس طيور من فصيلة الوقواقية ورتبة الوقواقيات. أعطانه آسيا وأستراليا والمحيط الهادي. قوته الحشرات والفواكه. وهو يتميز بصوته العالي.